# Таня Вайгль
Таня Вайгль (нім. Tanja Weigl; нар. 14 грудня 1970) — колишня німецька тенісистка.
Найвищу одиночну позицію світового рейтингу — 205 місце досягла 19 червня 1989 року.
Здобула 1 одиночний титул туру ITF.

## Фінали ITF
| турніри $25,000 |
| турніри $10,000 |

### Одиночний розряд: 2 (1–1)
| Результат | Ранг | Дата          | Турнір                            | Покриття | Суперниця   | Рахунок       |
| --------- | ---- | ------------- | --------------------------------- | -------- | ----------- | ------------- |
| Перемога  | 1.   | 9 серпня 1987 | Реда-Віденбрюк, Західна Німеччина | Ґрунт    | Забіне Ауер | 6–4, 6–2      |
| Поразка   | 2.   | 17 липня 1988 | Ерланген, Західна Німеччина       | Ґрунт    | Гайке Томс  | 6–4, 4–6, 3–6 |